# 枚方市立津田南小学校
枚方市立津田南小学校（ひらかたしりつ つだみなみしょうがっこう）は、大阪府枚方市津田西町三丁目にある公立小学校。

## 沿革
- 1979年 - 枚方市立津田小学校より分離開校

## 交通アクセス
JR片町線 津田駅徒歩5分

## 通学区域
枚方市立津田南小学校から枚方市立津田中学校へ 